# Фёдоров, Иван Васильевич
Иван Васильевич Фёдоров  (1920—2000) — военный лётчик, участник Великой Отечественной войны, командир эскадрильи 812-го истребительного авиационного полка 265-й истребительной авиационной дивизии 3-го истребительного авиационного корпуса 1-й воздушной армии. Генерал-майор авиации. Герой Советского Союза.

## Биография
Родился 21 сентября 1920 года в деревне Дубье ныне Кимрского района Тверской области в семье крестьянина. Русский. Член КПСС с 1943 года. Окончил 7 классов и аэроклуб. Учился в Московском физкультурном техникуме. Работал учителем в школе.
В РККА с 1940 года. Окончил 1-ю Качинскую Краснознамённую военную авиационную школу пилотов имени А. Ф. Мясникова в 1941 году. Служил на Дальнем Востоке в 307-м истребительном авиационном полку. Летал на И-153, потом на И-16. После многочисленных рапортов об отправке на фронт и инцидента с утерей комсомольского билета переведён в декабре 1942 года в 812-й иап. Закончив переучивание на аэродроме Багай-Барановка (Саратовская область) на истребитель Як-1, полк в середине апреля 1943 года вылетел на фронт.
20 апреля 1943 года старший сержант Фёдоров открыл боевой счёт, сбив над «Малой землёй» Bf-109.
26 апреля 1943 года после того, как Фёдоров сбил Bf-109, он пристроился к ведущему и расслабился. Внезапно зашедший в хвост Bf-109 атаковал Як-1 Фёдорова. Очередь накрыла фюзеляж. Двигатель остановился, несколько снарядов разорвались в кабине, разбив приборную доску и ранив лётчика. Практически ничего не видя от осколка, попавшего в глаз, и теряя высоту, лётчик с залитым кровью лицом стал снижаться. Вскоре Як-1, не выпуская шасси, сел в плавни в районе станицы Славянская. Вечером, подобранный на У-2 штурманом 3-го истребительного авиационного корпуса Кононовым, Фёдоров был уже в госпитале. Во время операции осколок из глаза был извлечён, и через 12 дней Фёдоров сбежал из госпиталя в полк сразу после того, как врачи убедились, что глаз удалось сохранить.
10 мая 1943 года лётчик 2-й авиаэскадрильи 812-го иап старшина И. В. Фёдоров вылетел на истребителе Як-1Б (бортовой номер 100) в составе шестёрки в район станицы Абинской Краснодарского края. Выручая товарищей, вступил в бой сразу с шестью истребителями Bf-109. Ему удалось зайти в хвост одному «мессершмитту» и длинной очередью подбить его. Затем сбил второго. Но в это время его атаковал третий вражеский истребитель. Фёдоров уклонился от атаки и оказался у самого хвоста ещё одного «мессершмитта». Он нажал на гашетки, но патроны быстро кончились. В это время его снова атаковал противник, и опять он мастерски уклонился от атаки. Но противник продолжал атаковать. Один «мессершмитт» сменял другого. Вскоре фашисты поняли, что Фёдорову нечем стрелять, и стали действовать наглее. Пока одна пара атакует, вторая встаёт в круг и ждёт своей очереди. Вскоре самолёт Федорова загорелся, а сам он был ранен. Тогда он направил свой истребитель наперерез паре, которая находилась в вираже. Один из фашистов попытался отвернуть, переводя самолёт из левого виража в правый. На какой-то момент Bf-109 замер на месте. Этим воспользовался Фёдоров. Левым крылом своего истребителя он нанес удар по кабине «мессершмитта». Оба самолёта начали падать. В момент удара Фёдоров, оборвав ремни и пробив закрытый фонарь, был выброшен из кабины и приземлился на парашюте в расположении медсанбата. За свой подвиг награждён орденом Отечественной войны 2 степени.
Всего на Кубани уничтожил 6 вражеских самолётов (4 Bf-109, Ju-87 и Fw-189), за что награждён орденом Красного Знамени.
Осенью 1943 года воевал на Як-9Т в небе Украины. Летал на «свободную охоту», сбил ещё 8 самолетов врага.
Позже выполнял разведывательные полёты на Як-9Д, Як-9Р (иногда по 2-3 в день).
В 1944 году освобождал Крым, затем воевал в небе Белоруссии.
К августу 1944 года совершил 285 боевых вылетов, в 62 воздушный боях сбил лично 24 самолёта противника и 9 уничтожил на аэродромах.
16 августа 1944 года в ходе разведывательного полёта на территории Литвы, в районе аэродрома Немокшты, после повреждения самолёта ведомого оказался один против 12 Fw-190. Прикрыв отход ведомого, Фёдоров увёл самолёты противника за собой. Противник пытался посадить Як-9Р, но, подбив один «Фокке-вульф», Фёдоров сумел вырваться и вернулся невредимым на свой аэродром.
В ходе Белорусской операции принимал участие в войсковых испытаниях модификации самолёта Як-9 с крупнокалиберной авиационной пушкой НС-45 (Як-9К).
Командир эскадрильи 812-го истребительного авиационного полка 265-й истребительной авиационной дивизии 3-го истребительного авиационного корпуса 1-й воздушной армии старший лейтенант Фёдоров 26 октября 1944 года Указом Президиума Верховного Совета СССР удостоен звания Герой Советского Союза (медаль «Золотая Звезда» № 4506).
В конце войны капитан Федоров воевал уже на истребителе Як-3. Освобождал Польшу, участвовал в Берлинской наступательной операции. Последнюю свою победу одержал в ночь на 21 апреля 1945 года, сбив Fw-190D над переправой через Одер.
Всего за время войны совершил 416 боевых вылетов (из них 180 на разведку и 84 на штурмовку), в 106 воздушных боях сбил лично 36 (1 тараном) и в группе 1 самолёт противника, ещё 9 самолётов уничтожил на аэродромах.
Участвовал в операциях и битвах:
- Воздушное сражение на Кубани;
- Донбасская операция;
- Мелитопольская операция;
- Никопольско-Криворожская наступательная операция;
- Крымская операция;
- Белорусская операция «Багратион»;
- Вильнюсская фронтовая наступательная операция;
- Каунасская наступательная операция;
- Варшавско-Познанская наступательная операция;
- Восточно-Померанская операция;
- Берлинская наступательная операция.

После войны служил в войсках ПВО. В 1952 году окончил Краснознамённую Военно-воздушную академию.
С 1978 года генерал-майор авиации Фёдоров — в запасе. Жил в городе Черкассы. Возглавлял Черкасский обком ДОСААФ.
Умер 28 июля 2000 года.

## Пилотируемые самолёты
- По-2
- Ут-2
- И-153
- И-16
- Як-1
- Як-1Б
- Як-7 (Як-7, Як-7Б)
- Як-9 (Як-9Р, Як-9Д, Як-9Т, Як-9К)
- Як-3

## Награды
- Медаль «Золотая Звезда» Героя Советского Союза;
- Украинский орден Богдана Хмельницкого III степени (5.05.1999)[3];
- орден Ленина;
- пять орденов Красного Знамени;
- орден Александра Невского;
- орден Отечественной войны 1 степени;
- орден Отечественной войны 2 степени;
- два ордена Красной Звезды;
- орден «За службу Родине в Вооружённых Силах СССР» 3 степени;
- медали;
- звание «Почётный гражданин Мелитополя» (1993).

## Сочинения
- В небе оставили след / Лит. запись С. П. Костяного. — К.: Политиздат Украины, 1990.